# Tour d'Estrémadure
Cet article concerne la course masculine. Pour la course féminine, voir Tour d'Estrémadure féminin.
Le Tour d'Estrémadure (en espagnol : Vuelta a Extremadura) est une course par étapes espagnole. L'épreuve est réservée aux amateurs excepté entre 2005 et 2009 où la course est inscrite au calendrier de l'UCI Europe Tour, en catégorie 2.2.

## Palmarès partiel
| Année     | Vainqueur                          | Deuxième                           | Troisième                          |
| --------- | ---------------------------------- | ---------------------------------- | ---------------------------------- |
| 1994      | Claus Michael Møller               | Manuel Beltrán                     |                                    |
| 1995-1996 | Pas organisé ou résultats inconnus | Pas organisé ou résultats inconnus | Pas organisé ou résultats inconnus |
| 1997      | Ernesto Manchón                    |                                    |                                    |
| 1998-2001 | Pas organisé ou résultats inconnus | Pas organisé ou résultats inconnus | Pas organisé ou résultats inconnus |
| 2002      | Sergio Domínguez                   | Ricardo Serrano                    | Fredrik Modin                      |
| 2003      | José Ángel Gómez                   | Carlos Barredo                     | Francisco Javier Andújar           |
| 2004      | Juan Carlos López                  | Jordi Grau                         | Sergio Domínguez                   |
| 2005      | Luis Roberto Álvarez               | José Joaquín Rojas                 | Francisco Terciado                 |
| 2006      | Pedro Romero                       | Ángel Rodríguez                    | Gustavo Domínguez                  |
| 2007      | Nuno Marta (en)                    | Reinier Honig                      | José Luis Ruiz                     |
| 2008      | Daniel Lloyd                       | Manuel Lloret                      | Sérgio Sousa                       |
| 2009      | José Antonio de Segovia            | Luis Felipe Laverde                | Bruno Castanheira                  |
| 2010      | Pas organisé                       | Pas organisé                       | Pas organisé                       |
| 2011      | Ignacio Pérez                      | Paul Kneppers                      | Raúl García de Mateos              |
| 2012-2020 | Pas organisé                       | Pas organisé                       | Pas organisé                       |
| 2021      | Benjamín Prades                    | Abel Balderstone                   | Raúl Rota                          |
| 2022      | Mulu Hailemichael                  | Javier Serrano                     | Unai Aznar                         |
| 2023      | Adrien Maire                       | Ander Ganzabal                     | Pablo Carrascosa                   |
| 2024      | José Luis Faura                    | Clément Delcros                    | Juan Pablo Sossa                   |
| 2025      | Ferre Geeraerts                    | Charlie Meredith                   | Tyler Tomkinson                    |